# Les Hauts de Forterre
Les Hauts de Forterre est, depuis le 1er janvier 2017, une commune nouvelle française située dans le département de l'Yonne en région Bourgogne-Franche-Comté.

## Géographie

### Climat
Pour des articles plus généraux, voir Climat de la Bourgogne-Franche-Comté et Climat de l'Yonne.
En 2010, le climat de la commune est de type climat océanique dégradé des plaines du Centre et du Nord, selon une étude du Centre national de la recherche scientifique s'appuyant sur une série de données couvrant la période 1971-2000. En 2020, Météo-France publie une typologie des climats de la France métropolitaine dans laquelle la commune est exposée à un climat océanique altéré et est dans la région climatique Centre et contreforts nord du Massif Central, caractérisée par un air sec en été et un bon ensoleillement.
Pour la période 1971-2000, la température annuelle moyenne est de 10,8 °C, avec une amplitude thermique annuelle de 16 °C. Le cumul annuel moyen de précipitations est de 906 mm, avec 14 jours de précipitations en janvier et 8 jours en juillet. Pour la période 1991-2020, la température moyenne annuelle observée sur la station météorologique installée sur la commune est de 11,1 °C et le cumul annuel moyen de précipitations est de 850,3 mm. 
La température maximale relevée sur cette station est de 40,6 °C, atteinte le 25 juillet 2019 ; la température minimale est de −20 °C, atteinte le 9 janvier 1985,,.
| Mois                                  | jan.            | fév.             | mars           | avril           | mai             | juin          | jui.           | août          | sep.          | oct.            | nov.            | déc.             | année     |
| ------------------------------------- | --------------- | ---------------- | -------------- | --------------- | --------------- | ------------- | -------------- | ------------- | ------------- | --------------- | --------------- | ---------------- | --------- |
| Température minimale moyenne (°C)     | 0,7             | 0,7              | 3,4            | 5,7             | 9,2             | 12,5          | 14,6           | 14,7          | 11,3          | 8,2             | 4               | 1,5              | 7,2       |
| Température moyenne (°C)              | 3,1             | 3,8              | 7,3            | 10,2            | 13,9            | 17,4          | 19,8           | 19,8          | 15,8          | 11,7            | 6,7             | 3,8              | 11,1      |
| Température maximale moyenne (°C)     | 5,4             | 6,8              | 11,2           | 14,8            | 18,6            | 22,4          | 25             | 24,9          | 20,3          | 15,2            | 9,4             | 6                | 15        |
| Record de froid (°C) date du record   | −20 09.01.1985  | −15,2 07.02.1991 | −10,6 01.03.05 | −5,5 12.04.1986 | −0,4 08.05.1997 | 1 05.06.1991  | 6,3 01.07.1981 | 5 30.08.1986  | 2,7 25.09.02  | −3,5 29.10.1997 | −8,9 21.11.1993 | −12,6 31.12.1985 | −20 1985  |
| Record de chaleur (°C) date du record | 15,4 05.01.1999 | 20,4 27.02.19    | 24,4 31.03.21  | 27,3 25.04.07   | 30,7 28.05.17   | 37,5 27.06.19 | 40,6 25.07.19  | 39,4 06.08.03 | 34,6 14.09.20 | 29,3 02.10.23   | 21,8 07.11.15   | 16,5 16.12.1989  | 40,6 2019 |
| Précipitations (mm)                   | 73,2            | 61,8             | 62,3           | 69,7            | 74              | 68,6          | 60,9           | 64            | 63,3          | 88,6            | 80              | 83,9             | 850,3     |

| Diagramme climatique                                  |            |             |             |           |              |            |            |              |             |        |          |
| J                                                     | F          | M           | A           | M         | J            | J          | A          | S            | O           | N      | D        |
| 5,40,773,2                                            | 6,80,761,8 | 11,23,462,3 | 14,85,769,7 | 18,69,274 | 22,412,568,6 | 2514,660,9 | 24,914,764 | 20,311,363,3 | 15,28,288,6 | 9,4480 | 61,583,9 |
| Moyennes : • Temp. maxi et mini °C • Précipitation mm |            |             |             |           |              |            |            |              |             |        |          |

Les paramètres climatiques de la commune ont été estimés pour le milieu du siècle (2041-2070) selon différents scénarios d'émission de gaz à effet de serre à partir des nouvelles projections climatiques de référence DRIAS-2020. Ils sont consultables sur un site dédié publié par Météo-France en novembre 2022.

## Urbanisme

### Typologie
Au 1er janvier 2024, Les Hauts de Forterre est catégorisée commune rurale à habitat dispersé, selon la nouvelle grille communale de densité à sept niveaux définie par l'Insee en 2022.
Elle est située hors unité urbaine. Par ailleurs la commune fait partie de l'aire d'attraction d'Auxerre, dont elle est une commune de la couronne,. Cette aire, qui regroupe 104 communes, est catégorisée dans les aires de 50 000 à moins de 200 000 habitants,.

## Histoire
La commune nouvelle regroupe les communes de Fontenailles, de Molesmes et de Taingy, qui deviennent des communes déléguées, le 1er janvier 2017. Son chef-lieu se situe à Taingy.

## Politique et administration

### Liste des maires
| Période      | Période  | Identité       | Étiquette | Qualité |
| ------------ | -------- | -------------- | --------- | ------- |
| janvier 2017 | En cours | Gilbert Plessy |           |         |

### Communes déléguées
| Nom            | Code Insee | Intercommunalité        | Superficie (km2) | Population (dernière pop. légale) | Densité (hab./km2) |
| -------------- | ---------- | ----------------------- | ---------------- | --------------------------------- | ------------------ |
| Taingy (siège) | 89405      | CC Forterre Val d'Yonne | 20,81            | 314 (2014)                        | 15                 |
| Fontenailles   | 89174      | CC Forterre Val d'Yonne | 2,76             | 67 (2014)                         | 24                 |
| Molesmes       | 89260      | CC Forterre Val d'Yonne | 9,50             | 161 (2014)                        | 17                 |

## Population et société

### Démographie
L'évolution du nombre d'habitants est connue à travers les recensements de la population effectués dans la commune depuis sa création.

En 2022, la commune comptait 481 habitants, en évolution de −8,03 % par rapport à 2016 (Yonne : −1,95 %, France hors Mayotte : +2,11 %).
| 2015 | 2016 | 2017 | 2018 | 2022 |
| ---- | ---- | ---- | ---- | ---- |
| 536  | 523  | 509  | 496  | 481  |

## Culture locale et patrimoine

### Lieux et monuments
- Église Notre-Dame de Molesmes.
- Église Saint-Martin de Taingy.